# 爆笑問題の楽しい地球
「爆笑問題の楽しい地球」はフジテレビ系列で2003年12月12日と2004年9月16日の過去2回放送された爆笑問題のバラエティ番組。
1回目は金曜エンタテイメント枠で放送された副題は「2003年話題のニュース思わずコントと漫才にしちゃいましたSP」。2回目の放送のサブタイトルは「爆笑問題の楽しい地球パイレーツ」。
爆笑問題がゲストのタレント達とその年を出来事を題材にしたコントと爆笑問題の時事漫才を軸にトークやゲームなどの企画を行う。

## 主な出演者
- 爆笑問題
  - 太田光
  - 田中裕二

### ゲスト出演者
- 菊川怜
- 吉行和子
- 村井国夫
- 熊谷真実
- 石原良純
- 平山あや
- マギー審司
- パックンマックン
- くりぃむしちゅー
- 岸本加世子
- ユンソナ
- 坂下千里子
- MEGUMI
- 梅宮辰夫
- 関根勤
- KABA.ちゃん
- はしのえみ
- ベッキー
- 堀江貴文（第2弾のみ）

## スタッフ
- 作家:鈴木おさむ、樋口卓治、高橋洋二、秋葉高彰、大井洋一、大井達朗、野口悠介（鈴木・樋口・大井洋→第2弾のみ）
- 技術:共同テレビ
- TD:佐々木信一
- SW:上村克志
- CAM:寺本和美
- VE:竹内貴志
- AUD:斉藤哲史
- PA:吉竹新（第2弾）
- 照明:宗像徹馬（FLT）
- マルチ:西脇正則
- CG:岡本英士、木本禎子（木本→第2弾）
- 美術制作:井上明裕
- デザイン:桐山三千代
- 美術進行:大野恭一郎
- 大道具:杉本孝宏
- 装飾:川合将吾（第2弾）
- 持道具:網野高久
- アクリル装飾:水野智子（第2弾）
- 生花装飾:安藤岳（第2弾）
- 衣裳:佐藤和代
- アートフレーム(第2弾のみ):石井智之（第1弾はシステム）
- メイク:天野郷子（第2弾）
- かつら:川田明子
- 特殊効果(第2弾のみ):猪俣悟
- 手書きタイトル(第2弾のみ):福澤伸太郎
- 電飾:田中信太郎
- 編集:御代田祥一・加藤弘行（共にパッチワーク）（加藤→第2弾のみ）
- MA:柳智隆（パッチワーク）
- 音響効果:西野有彦
- 広報:清野真紀
- TK:水越理恵
- 編成:荒井昭博、浜野貴敏
- 連絡:田中優子（第1弾はデスク）
- リサーチ(第2弾のみ):スコープ
- 制作協力:TAITAN
- 協力プロデューサー(第2弾のみ):大野高義（第1弾はプロデューサー）
- AP:北口富紀子
- FD:杉原裕一
- ディレクター:亀高美智子、河井二郎、出口敬生、浅野克己、熊澤美麗（亀高・出口・浅野・熊澤→第2弾のみ）
- プロデューサー:坪田譲治
- 制作:フジテレビバラエティ制作センター、情報番組センター
- 制作著作:フジテレビ

### 過去のスタッフ
全員第1弾のみ
- 作家:堀雅人、佐藤修、渡辺鐘
- タイトル:常盤響
- 編曲:吉田哲人
- A&R:住田ひろ志、木田九郎
- AUD:村脇昭一
- PA:佐々木洋
- 装飾:岡田寿也
- アクリル装飾:問口和彦
- 生花装飾:荒川直史
- メイク:田代典子
- 編集:武藤洋徳（パッチワーク）、小池克己・杉原丈司（共に共同エディット）
- デスク:田中万貴
- AP:岩村真理子
- ディレクター:本間学、佐々木秋吉、石川綾一
- 演出:小田光一
- プロデューサー:島田顕（REAL）